# 只野菜摘
只野 菜摘（ただの なつみ）は、日本の作詞家。

## 来歴
エピック・ソニー・レコードに勤めていた際、社内報に書いていたコラムを読んだディレクターに依頼されたのをきっかけに作詞家としての活動をはじめ、1985年に渡辺美里のデビューシングル「I'm Free」のカップリング曲である「タフな気持ちで (Don't Cry)」（エイジアの「Don't Cry」のカバー曲）でデビューした。
退職までの9年間程は、会社員と作詞家の兼業だった。

## 主な提供楽曲

### あ行
- Aice5
  - Word I Need
  - 指先Language
- 青山吉能
  - わたしの樹
- アメフラっシ
  - ミクロコスモス・マクロコスモス
- Uncle Bomb
  - フライングハイ
  - 哭くな吠えるな彷徨うな
  - Cycle and Spiral
  - 一粒の星
- ISSA
  - Going down into you
- 石原夏織
  - 雨模様リグレット
  - フィービー・フィービー
  - 夢想的クロニクル
- 伊藤美来
  - 泡とベルベーヌ
- イヤホンズ
  - 一件落着ゴ用心
  - 新次元航路
- 入野自由
  - FrameとEdgeと、その向こう側
  - cocoro
  - ZIP ROCK!
  - ラヴ・テクニカ
  - BANANA---NA, BOAT!
  - simple words
  - 日々
  - 例えば歌が日記だったなら
- Wake Up, Girls!
  - 言の葉 青葉
  - 極上スマイル
  - 16歳のアガペー
  - 素顔でKISS ME
  - 地下鉄ラビリンス
  - ワグ・ズーズー
  - あぁ光塚歌劇団
  - ゆき模様 恋のもよう
  - 雫の冠
  - オオカミとピアノ
  - スキ キライ ナイト
  - 可笑しの国
  - 歌と魚とハダシとわたし
  - ハジマル
  - WOO YEAH!
  - ステラ・ドライブ
  - わたしの樹
  - プラチナ・サンライズ
  - セブンティーン・クライシス
  - outlander rhapsody
  - タイトロープ ラナウェイ
  - HIGAWARI PRINCESS
  - TUNAGO
  - 僕らのフロンティア
  - 7 Senses
  - スキノスキル
  - SHIFT
  - 海そしてシャッター通り
  - 言葉の結晶
  - 土曜日のフライト
  - さようならのパレード
- 内田彩
  - ピンク・マゼンダ
  - Blooming!
  - SUMILE SMILE
  - Frozen
  - にぎやかな心たち
- 桜鳥ミーナ
  - ダンシング☆PONPON
- 大橋純子
  - 裸の約束
  - Stray Eyes
  - parallel
  - Something Blue
  - 愛がさめるとキスが減る
  - 涙の種
- 丘みどり
  - トリドリ夢見鳥
- 小倉唯
  - Raise
  - Love∞Vision[3]

### か行
- 神谷浩史
  - ワヲ！
  - パラレルピンチョス
  - more than Zero
  - Nice Cloud
  - BOARD GAME NAKED
  - 影もまた真なり
  - スノウフレイク・ワンダーランド
  - 贅沢な時間
  - ハレのち始まりの日
  - エンジェルマン
  - シリカゲル
  - Dolce misto
  - PARTNER
  - Hello my Shadow
  - 暗闇心中相思相愛
  - 絶唱
- KAmiYU
  - Mellow×Mellow
  - シースー・ゲーム
  - マンジ・ガンザナイト
  - TouriStar
  - Joe Joe Everyday
  - 21-CENTURY BOY
- 加藤英美里
  - Brother Bird, Sister Sky
  - mode ZERO
  - ラッピング・アンダーグラウンド
  - 2nd. Season
  - update
  - パートタイム・スライダー
  - にく球と、にく声。
  - Lazy a vampire
  - あしたのうた
  - FES on the planet
  - ナギナタガール
  - デフォルト
  - ハチミツフロマージュ
- 辛島美登里
  - 瞳・元気〜都会のひまわり〜
- 川村かおり
  - Fortune Song
- CHEMISTRY
  - Our Story
  - セレナーデ
- ゴスペラーズ
  - I Miss You
  - 輪舞
  - BLUE BIRDLAND
- 小林明子
  - 待ちわびて
- 小林ゆう
  - アトミックセバスチャン
  - ゴゴゴ・ビューティー
  - フラジール・ガール
- 小松未可子
  - Black Holy
  - アラブルトラベル
  - LAKE LIKE LIFE
  - 天使がいない日

### さ行
- 斎賀みつき
  - 太陽をみつめている
  - 終わらない冒険
  - 天翔ける剣
- 櫻井孝宏
  - ビオライト(means'be all right')
  - 白と黒
- Sizuk
  - Para Bellum [4]
- 白石涼子
  - 藍いまぼろし
  - グッドモーニング・エブリバディ
  - Hatch
  - ラヴ Diamond
- 新谷良子
  - 雨のスリーコード
  - バード・コート・ヤード
  - black very pie
  - Blanc/Noir
  - おやすみのほし
  - 主人公
  - 36.7℃（主人公 その似）
- 鈴木祥子
  - 3月のせい
  - 赤い実がはじけてた
- 鈴木トオル
  - 夜を泳いで
- SMAP
  - 世界は僕の足の下
- 3B junior
  - まけずぎらい
  - ベリメリ・クリスマス
- 諏訪ななか
  - ショコラ フレーズ

### た行
- 高垣彩陽
  - 愛の陽
  - キグルミ惑星
- 髙橋真梨子
  - 可笑しなしあわせ
- たこやきレインボー
  - an umbrella
  - 恋のダンジョンUME
- 筑北村立筑北小学校
  - 校歌「時」
- 月ノ美兎
  - ウラノミト[5]
- DISCOMPO with 泉茉里
  - Merry go ahead
- でんぱ組.inc
  - ORANGE RIUM
  - WWDBEST
  - Ψです I LIKE YOU
  - かぼちゃタンデム
  - ボン・デ・フェスタ
- ときめき♡宣伝部
  - 音速（ソニック）アドベンチャー
- .lady.
  - Open Tuning
- 富田美憂
  - 翼と告白
- 巴山萌菜
  - cu letters

### な行
- 永井真理子
  - Slow Down Kiss
  - So Bad
  - 瞳・元気
  - コンタクトレンズ・スコープ
  - Dear My Friend
  - Change
- 中森明菜
  - 水に挿した花
  - sunflower
- 夏の魔物
  - リングの魔物
  - 爆裂レボリューション
  - キカイノココロ
  - 魔物、BOM-BA-YE～魂ノ覚醒編～
  - シン・魔物BOM-BA-YE ～魂ノ共鳴編～
  - どきめきライブ・ラリ
  - グギギギギギギギ デッドエンド！
  - 絶句東京
  - シンデレラは嘘つかない
  - キュンキュンボンブ
  - バンキュッボン
  - ダダダダダン
  - デス・デス
  - 僕と君のロックンロール
  - RNRッッッ!!!
  - 恋しちゃいなびびっど
  - 恋シチャイナRPG
- 名取さな
  - アマカミサマ
  - いっかい書いてさようなら
- 浪江女子発組合
  - 桜流し
- 浪川大輔
  - パンとサーカス
  - ドレスコード
  - マボロシ・ファンタジスタ
- 野中藍
  - espresso
  - Number
  - ばら色の頬
  - 神様との約束
  - ピッコロ

### は行
- はちみつロケット
  - かまわないさ
- バニラビーンズ
  - ビーニアス
- 濱田マリ
  - ひとひと
- harmoe
  - アンチクライアント
- V6
  - STAY GOLD
  - ロマンスじゃ全部を語れない
  - いいじゃない。
  - Happy New Year’s Train
- petit milady
  - 鏡のデュアル・イズム
  - trip trick trap
  - アップデートの坂道
  - 箱庭のヒーロー
  - Girl's Jubilee
  - 人魚姫（BPM of the 21st century）
  - SNOW//SLASH
  - 聖シルヴェストルのテーブル
  - blue cores
- BLACK VERRY
  - 優シイ果実
  - Stupid Collection
  - MISTAKE Wah NOISY
  - 浮名 SILENT MINORITY
- Prits
  - Sakura Revolution
  - Love MAX
  - Frozen Lover
  - 幸せのオブジェ
  - Love & Peace
- 堀江由衣
  - 恋する天気図
  - 世界中の愛を言葉にして
  - daisy
  - MISSION
  - パイレーツ・オブ・ユイのテーマ
- B.O.L.T
  - 未完成呼吸

### ま行
- Mia REGINA 
  - 純正エロティック
  - Enchante
  - ピンヒール・ムーン
- 三浦大知
  - 銀の涙
- 村川梨衣
  - 水色のFantasy
- May'n
  - サマー・スライダー
- ももいろクローバーZ
  - Chai Maxx
  - BIONIC CHERRY
  - D'の純情
  - 黒い週末
  - 仮想ディストピア
  - 灰とダイヤモンド
  - JUMP!!!!!
  - GOUNN
  - Chai Maxx ZERO
  - Link Link
  - ロマンティックこんがらがってる
  - 今宵、ライブの下で
  - サボテンとリボン
  - バイバイでさようなら
  - 個のA、始まりのZ -prologue-
  - しょこららいおん（高城れにソロ曲）
  - まるごとれにちゃん（高城れにソロ曲）
  - 『3文字』の宝物（高城れにソロ曲）
  - ザ・ゴールデン・ヒストリー（浅利進吾と共作）
  - 何時だって挑戦者
  - 笑一笑 〜シャオイーシャオ!〜
  - Nightmare Before Catharsis
  - One Night Carnival（ももクロver.）
  - PLAY!
  - ダンシングタンク♡
  - momo
  - Majoram Therapie
  - 桜流し
  - idola
  - Burn your Beat
  - ビタミンB （百田夏菜子ソロ曲）
- 森口博子
  - あなたを追い越した

### や行
- 山崎エリイ
  - cakes in the box
  - ラズベリー・パーク
- やまとなでしこ
  - もうひとりの私
- ゆいかおり
  - もうひとりの私
  - Blitzallies
  - Magic starter
- 吉野裕行
  - 空耳クリスタル
  - 1st String
  - ねじれた夜
  - リカバリ哀歌
- 夜道雪
  - 罪と林檎

### ら行
- Run Girls, Run!
  - スライドライド
  - カケル×カケル
  - Share the light
  - キラリスト・ジュエリスト
  - イルミナージュ・ランド
  - サクラジェラート
  - 秋いろツイード
  - スノウ・グライダー
  - 水着とスイカ
  - ランガリング・シンガソング
  - りんごの木
  - 逆さまのガウディ
- Lily of the valley
  - 誕生前夜
  - リリバリダ
  - 生誕・再
  - LOV
  - 3月33日
- リンダ3世
  - 未来世紀 eZ zoo
  - 愛犬アンソニー
  - 日灼けマシーン
  - トベヨマイラ
  - ルビー物語
  - パラレルナミダ
- LADYBABY
  - ニッポン饅頭
  - セシボン・キブン
  - 上々上湯
  - Easter Bunny
  - Pelo
  - 渋谷 CROSSING
  - God's Not
  - endless end Hello
  - ダルマカルマ
- ロッカジャポニカ
  - 歌いたいのうた
  - 記憶のサイズ
  - Saint Mental gift

### わ行
- 和氣あず未
  - 恋する日常
- 渡辺謙
  - 日付変更線
- 渡辺美里
  - タフな気持で (Don't Cry)

## アニメ・特撮ソング

### あ行
- アイカツ!
  - Take Me Higher
  - ヒラリ/ヒトリ/キラリ
  - チュチュ・バレリーナ
  - タルト・タタン
  - エメラルドの魔法
  - いばらの女王
  - lucky train!
  - 約束カラット
  - stranger alien
  - ミトレジャーノ!
  - ミエルミエール
  - Kira・pata・shining
  - 笑顔のSuncatcher
  - お願いビーナス
  - ゴシック・ロックン・ローズ
  - 夢のレセプション
  - RED MOUNTAIN
  - ショコラショー・タイム
  - コスモスサーチ
  - 氷の森
- アイカツスターズ!
  - episode Solo
  - 未来トランジット
  - 8月のマリーナ
  - 裸足のルネサンス
  - episode S4
- アイドルマスターシリーズ
  - アイドルマスター
    - スキ
    - CRIMSON LOVERS
    - 1st Call
    - REALIZE！！！

  - アイドルマスター シンデレラガールズ
    - Sunshine See May
    - comic cosmic
    - 不埒なCANVAS
    - 躍るFLAGSHIP
    - イケナイGO AHEAD
    - 堕ちる果実
    - Demolish
    - Majoram Therapy
    - WET
    - WINTER and WINDOW
    - Fin[e]～美しき終焉～

  - vα-liv
    - クリスタライン
- AKIBA'S TRIP
  - 一件落着ゴ用心
- アサシンズプライド
  - Share the light
  - 異人たちの時間
- アニメガタリズ
  - グッドラック ライラック
- 異世界薬局
  - 夢想的クロニクル
- Vivy -Fluorite Eye's Song-
  - Sing My Pleasure
  - Fluorite Eye’s Song
  - Happy Together
  - My Code
  - A Tender Moon Tempo
  - Ensemble for Polaris
  - Sing My Pleasure（Grace Ver.）
  - Galaxy Anthem
  - Elegy Dedicated With Love
  - Harmony of One’s Heart
  - Happiness
  - Present for You
  - First Step
  - Live It Up
  - Think of You
  - Just Once More
  - Song For Singer
- Wake Up, Girls!
  - 言の葉 青葉
  - 16歳のアガペー
  - 素顔でKISS ME
  - 地下鉄ラビリンス
  - あぁ光塚歌劇団
  - ワグ・ズーズー
  - ゆき模様 恋のもよう
  - 7 Senses
  - 雫の冠
  - オオカミとピアノ
  - ステラ・ドライブ
  - スキ キライ ナイト
  - 可笑しの国
  - 歌と魚とハダシとわたし
  - WOO YEAH!
  - ハジマル
  - 極上スマイル
  - 君とプログレス
  - ジェラ
  - シャツとブラウス
  - 運命の女神
  - 止まらない未来
  - DATTE
  - Knock out
  - Jewely Wonderland
  - カケル×カケル
- うちの娘の為ならば、俺はもしかしたら魔王も倒せるかもしれない。
  - 花ノ枝
- A3!
  - PLASTIC POKER
- エルフを狩るモノたち
  - 天才は最後にやってくる
  - 神のみそしる
  - NOと言えばいいのに
- おまもりひまり
  - BEAM my BEAM
  - ひだまり
  - 坂道の果て

### か行
- キミと僕の最後の戦場、あるいは世界が始まる聖戦
  - Para Bellum
  - REVERSI
- 今日の5の2
  - ニセモノ
  - キタカゼ
  - rollover
- キラッとプリ☆チャン
  - キラリスト・ジュエリスト
  - イルミナージュ・ランド
- クレヨンしんちゃん
  - 笑一笑

### さ行
- 斉木楠雄のΨ難 
  - Ψです I LIKE YOU
  - Ψレントプリズナー
  - Duet・してくだΨ
- さよなら絶望先生
  - 絶世美人
  - オマモリ
  - 絶望レストラン
  - 暗闇心中相思相愛
  - 絶唱
  - 神様との約束
  - ピッコロ
  - 薔薇の棺
  - 古都に佇む女
  - フラジール・ガール
  - ゴゴゴ・ビューティー
  - MISS UNIVERSE(S)
  - 星の金貨山
  - 主人公
  - 36.7℃（主人公 その似）
  - 灰かぶりの少女
  - 羽根ペンの魔法
  - キリトリ線
  - fetish
  - 金魚の接吻
  - 密室ロッカーズ・ルーム
  - デッド・ラインダンス、デス
  - ほれっ・ぽい
- シスター・プリンセス
  - per favore Boy
  - まひるのアヒル
  - Sakura Revolution
  - Love MAX
  - Frozen Lover
  - 幸せのオブジェ
  - Love & Peace
- シティーハンター
  - 砂のCASTLEのカサノヴァ
- 灼熱の卓球娘
  - 灼熱スイッチ
  - 僕らのフロンティア
  - V字上昇Victory
  - 放課後ラバー
  - ミッションインパクト
  - 部活デラックス
- ストライクウィッチーズ
  - STRIKE WITCHES〜わたしにできること〜
  - ブックマーク ア・ヘッド
  - 2 hundred over
  - ダンケシェン・ウィッチーズ
  - 白い森
  - PI・PI・PIANO
  - Doki:doki Symphony
  - 夜間飛行
  - WENN
  - YAH!
  - ミルク
  - 雨のちカモミール
  - 国境をこえて
- 聖闘士星矢
  - 聖闘士神話〜ソルジャードリーム〜
  - Time〜2036の選択〜

### た行
- 超人的シェアハウスストーリー『カリスマ』
  - MAGICAL秩序☆リカピュア！
- デスマーチからはじまる異世界狂想曲
  - スライドライド
  - スキノスキル
- デッドマン・ワンダーランド
  - ダンジョン ショコラティエース
  - Cremet d Anjou
  - STRAWBERRY FOUNTAIN
- トモちゃんは女の子!
  - yurukuru＊love
  - Jiribaki_love
  - Night flow
  - イングリッシュ・ガーデン
  - ゆるくねこ
  - CITY POPSの空回り
  - バトルダンスダンス
- ドラゴンボールZ
  - さらば涙よ

### な行
- ニンジャボックス
  - ヒミツキチューバー

### は行
- 鋼の錬金術師
  - LAST MEETing.
  - 月の裏側
  - 雨の日はノー・サンキュー
  - そして今日も世界は
- はなまる幼稚園
  - 青空トライアングル
  - キグルミ惑星
  - 草の指輪 花の冠
  - ぱんだねこ体操
  - あのねきいてね
  - 僕の忘れもの
- 非公認戦隊アキバレンジャー
  - Heroic lily
- ふらいんぐうぃっち
  - 日常の魔法
- プラオレ!〜PRIDE OF ORANGE〜
  - ファイオー・ファイト!
  - be Cute
  - いとおかし
  - Revolution No.1
  - PRINCESS PRIDE
- プリキュアシリーズ
  - ふたりはプリキュア Splash Star
    - エガオノチカラ
    - ピカピカ・ヒーリング

  - Yes!プリキュア5
    - プリキュア5、スマイル go go!
    - プリキュア5、フル・スロットル Go Go!
    - とびっきり! 勇気の扉
    - ツイン・テールの魔法
    - もん！太陽ドリーム
    - グリーン・ノート
    - きっと大丈夫
    - 情熱
    - オッケー・バトン
    - 1.2.シュート！～Five Explosion～
    - プリキュアfly
    - プリキュアからの招待状
    - グルグル・マジ?カル・パスポート
    - リング・りん・リンク
    - コドモノ時間
    - ミルク・ミラクル・ミルキィ伝説
    - シロップのドロップ
    - 星の冠
    - jewel
    - 永遠につながる時
    - CREAM
    - LOVE BOX
    - 薔薇と友情
    - ジョイナス
    - 宿題
    - しあわせのかたち
    - 夜明けは流星に連れられて
    - TIME MACHINE
    - ちいさな大きな贈りもの

  - フレッシュプリキュア!
    - ハッピーカムカム
    - no believe，no life
    - フレッシュプリキュア・サンチャイルド
    - heart dictionary
    - lalala Shangri-la(桃'源郷)

  - ドキドキ!プリキュア
    - プリキュアTyphooooon!
    - 5minutes
    - ジコチューやろう

  - ハピネスチャージプリキュア!
    - プリキュア・メモリ
    - パーティ ハズカム
    - ドデカ・ラブ

  - Go!プリンセスプリキュア
    - プリンセスの条件
    - ハイエンド・スター
    - Primal Place

  - 魔法つかいプリキュア!
    - 魔法アラ・ドーモ！[6]

  - プリキュアオールスターズ
    - Come on! プリキュアオールスターズ
    - プリキュア、奇跡デラックス

  - キボウノチカラ〜オトナプリキュア'23〜
    - 雫のプリキュア
    - 夢でいっぱい

  - わんだふるぷりきゅあ!
    - わんだフル・わんデイ
    - 世界はONEであふれてる

  - キミとアイドルプリキュア
    - いざ！アイドル
- 封神演義
  - いつかどこかで
  - 風の旅人
  - キスキッス
  - 遥かなる道は旅の途中
  - BLACK BIRD

### ま行
- 今日からマ王!
  - ビオライト(means'be all right')
  - 白と黒
  - eternal ring
  - 終わらない冒険
  - 太陽をみつめている
  - 悠久の月
  - 愛のみずうみ
  - 孤高の瞳
  - Roca〜本能という名の衝動〜
  - 可愛いひと
  - 天翔ける剣
- モブから始まる探索英雄譚
  - MOVE ON BABY

### や行
- 遊☆戯☆王ZEXAL II
  - 鏡のデュアル・イズム
- 夜のクラゲは泳げない
  - lovely weather
  - Chai Maxx ZERO

### ら行
- 烈車戦隊トッキュウジャー
  - 闇の在処
  - そして王子さまが